# Windgfällweiher
Der Windgfällweiher ist ein Stausee zwischen dem Titisee und dem Schluchsee im Süden von Baden-Württemberg im Hochschwarzwald. Er liegt in einer durch eiszeitliche Gletscher geformten Mulde zwischen den Ortschaften Altglashütten, Falkau und Aha auf dem Gebiet der Gemeinde Lenzkirch. Zusammen mit dem Schluchsee und dem Titisee ist der Windgfällweiher Namensgeber für die Dreiseenbahn, die an seinem östlichen Ufer verläuft. Das westliche Ufer wird durch die Bundesstraße 500 begrenzt.

## Lage und Geschichte
Der See liegt in einer Talung, die vom Seebachtal im Nordwesten bis zum Schluchsee im Südosten verläuft und dabei die generell nordostwärts verlaufenden Bachtäler kreuzt. Diesem Rest eines ehemaligen Tals folgen die in den Jahren 1920 bis 1926 gebaute Dreiseenbahn und seit 1932 der Überleitungskanal des Schluchseewerks vom Seebachtal über das Haslachtal zum Schluchseebecken.
Nördlich der in dieser Talung gelegenen niedrigen Talwasserscheide zwischen der Haslach im Norden und dem heute vom Schluchsee überstauten Ahabach im Süden hatten die Gletscher der letzten Eiszeiten eine Mulde ausgeschürft, in der, als natürlicher Vorläufer des heutigen Weihers, ein kleiner Moorsee lag. Dieser wurde im Jahr 1895 von der ehemaligen Schraubenfabrik Falkau durch einen Staudamm im Norden vergrößert und dadurch der Wasserspiegel um etwa 6 Meter angehoben. Zugleich erhielt der zuvor nur vom östlich zufließenden Kähnerbächle gespeiste See einen weiteren Zufluss in Form eines kleinen Hangkanals aus Südwesten. Seit 1932 ist der Windgfällweiher in die Überleitung vom Seebach zum Schluchsee (abgedeckter Hangkanal) eingebunden und entwässert seitdem – in Gegenrichtung – nach Süden über eine Kanalrinne zum Schluchsee. Diese Verbindung zwischen dem Windgfällweiher und dem Schluchsee führt als offenes Holz- bzw. Bruchsteingerinne über die ehemalige Wasserscheide zwischen den Einzugsgebieten der Wutach/Haslach einerseits und der Schwarza andererseits und wird auf Karten auch als Schwarzach und Windgefällbach bezeichnet.
Der südliche Teil des Sees und seine Umgebung sind seit 1940 als flächenhaftes Naturdenkmal deklariert. Seit 1950 steht der See unter Landschaftsschutz. Im Jahr 2002 wurde ein Angel- und Fischverzehrverbot ausgesprochen, da in den Sedimentablagerungen am Grund des Sees PCB, das aus den 1970er-Jahren stammt, entdeckt worden war.
Am bewaldeten Ostufer des Windgfällweihers liegt wenig augenfällig ein Strandbad, dessen Gebäude unter Denkmalschutz steht. Die Badewasserqualität wird regelmäßig von der Landesanstalt für Umwelt Baden-Württemberg kontrolliert.

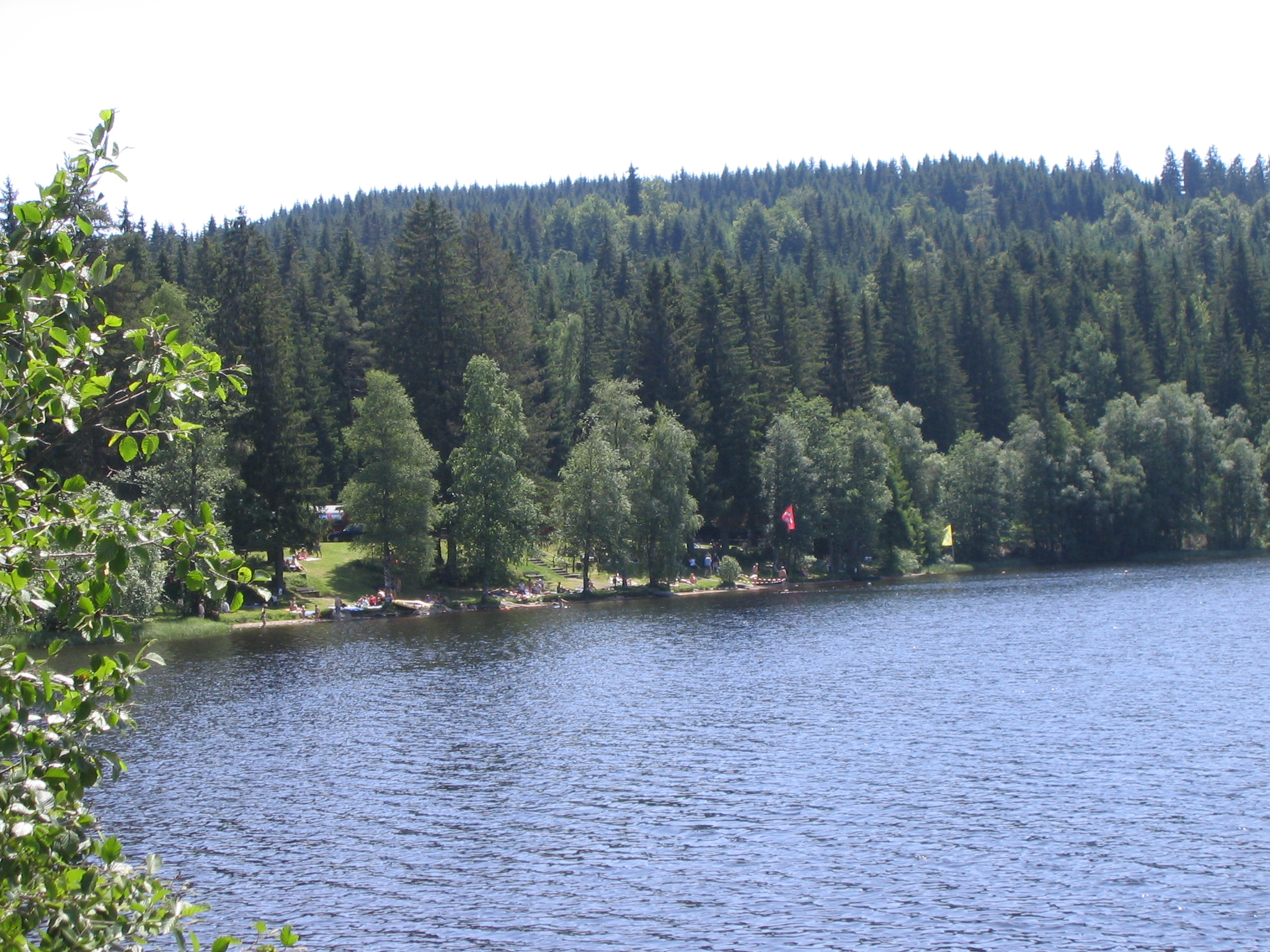
Blick auf die Badegelegenheit
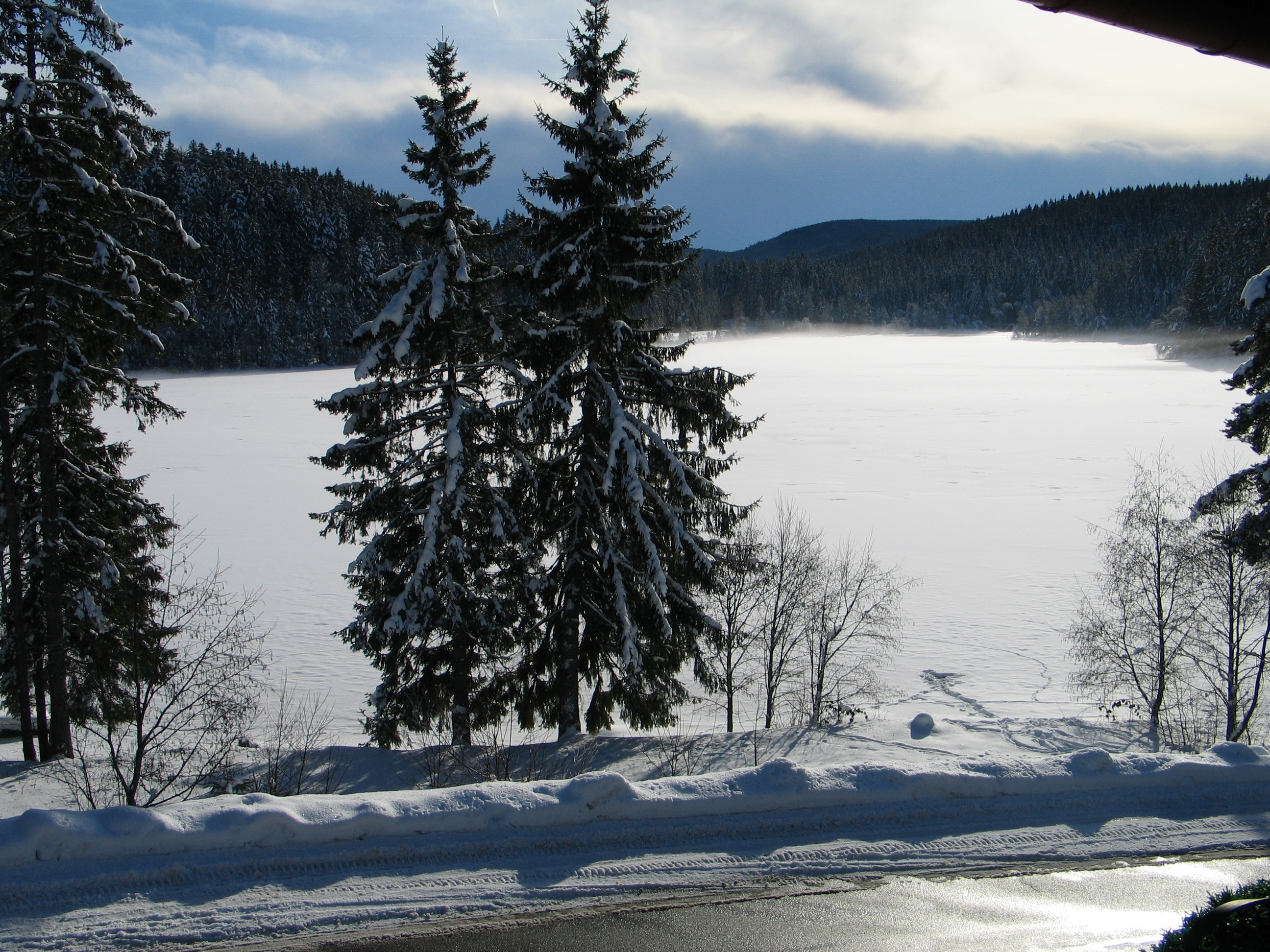
Windgfällweiher im Winter

Vor allem in den Sommermonaten ist der See stark durch den Tourismus belastet und es kommt in erheblichem Umfang zu illegalen Müllablagerungen, die mit ehrenamtlichem Engagement bekämpft werden. Im Oktober 2020 wurde bekannt, dass die Fürstlich Fürstenbergische Forstverwaltung am Windgfällweiher einen Reisemobilpark nach nordamerikanischem Vorbild mit etwa 115 Stellplätzen plant. Die Gemeinden Lenzkirch und Feldberg zeigten sich dem Vorhaben gegenüber aufgeschlossen. Nach Bekanntwerden der Pläne formierte sich jedoch in der Bevölkerung Widerstand gegen das Projekt, der von der Regionalen Initiative für Artenvielfalt in Feldberg getragen und vom Schwarzwaldverein und dem Naturschutzbund Deutschland (NABU) unterstützt wurde. Im Mai 2021 kam es vor Ort zu einem Treffen der beiden betroffenen Gemeinderäte Lenzkirch und Feldberg mit Befürwortern und Gegnern des Vorhabens. Dabei konnte zunächst keine Annäherung der widerstreitenden Positionen erzielt werden. Am 20. Mai 2021 entschied sich der Lenzkircher Gemeinderat dann aber gegen die Errichtung eines Reisemobilparks am Windgfällweiher.